# Jørgen Pedersen Gram
Jørgen Pedersen Gram (født 27. juni 1850 i Nustrup, død 29. april 1916 i København) var en dansk matematiker.
Han blev mest kendt for sit arbejde med Riemanns zetafunktion og har desuden lagt navn til Gram-Schmidt-processen, der benyttes i lineær algebra.
Han var medlem af Videnskabernes Selskab. 1909 blev han Ridder af Dannebrog.
Han er begravet på Vestre Kirkegård.